# فيليب روجير

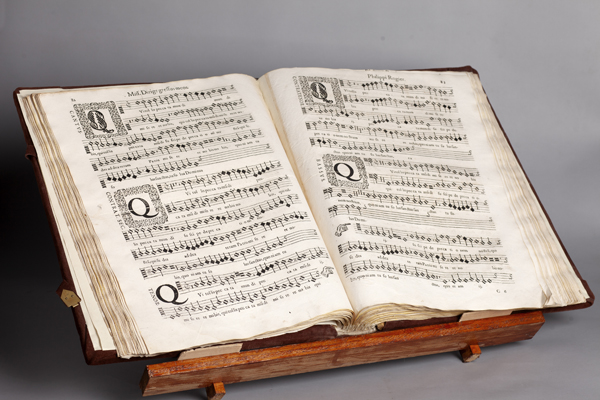

فيليب روجير هو ملحن بلجيكي، ولد في 1561 في أراس في فرنسا، وتوفي في 29 فبراير 1596 في مدريد في إسبانيا.

## وصلات خارجية
- فيليب روجير على موقع ميوزك برينز (الإنجليزية)
- فيليب روجير على موقع ديسكوغز (الإنجليزية)